# Bec-croisé d'Écosse
Loxia scotica
Espèce
Statut de conservation UICN

 LC  : Préoccupation mineure
Le Bec-croisé d'Écosse (Loxia scotica) est une petite espèce de passereaux de la famille des Fringillidae. Il est endémique de la forêt calédonienne d'Écosse, et constitue le seul oiseau et même le seul vertébré unique aux îles Britanniques. Le Bec-croisé d'Écosse est confirmé comme espèce à part entière en août 2006, sur la base de son chant,.

## Histoire et statut actuel
Le British Ornithologists' Union a classé pour la première fois le Bec-croisé d'Écosse comme une espèce distincte en 1980, mais certains ornithologues pensent alors que les recherches scientifiques sont insuffisantes pour justifier ce statut. Il est considéré comme pouvant également être une sous-espèce du Bec-croisé des sapins ou du Bec-croisé perroquet, que l'on trouve également dans la forêt calédonienne.
Les recherches de la Société royale pour la protection des oiseaux (RSPB) ont montré que le Bec-croisé d'Écosse a un vol et un cri bien différents de ceux des autres espèces, certains leur prêtant un « accent écossais »[source insuffisante].
Les études menées en Écosse ont démontré que le Bec-croisé des sapins, le Bec-croisé perroquet et le Bec-croisé d'Écosse ne se reproduisaient pas entre eux, et ont confirmé le diagnostic déjà réalisé sur le cri et les dimensions du bec. Il s'agit donc bien d'espèces différentes.

## Description
Les bec-croisés se caractérisent par leur bec caractéristique, dont l'extrémité des deux mandibules se croisent, ce qui leur vaut leur nom. Ils se nourrissent de cônes de conifères, et la forme particulière de leur bec leur permet d'extraire facilement les graines des cônes. Le Bec-croisé d'Écosse se nourrit principalement de cônes de pins (Pin sylvestre et Pin tordu) et de mélèzes.
Les mâles adultes ont une couleur rouge ou orange, et les femelles sont vertes ou jaunes, mais différents tons existent. Le Bec-croisé d'Écosse est extrêmement difficile à distinguer des Becs-croisés perroquet et des sapins, car les différences de plumages sont négligeables. La taille de la tête et du bec se situe entre les deux autres espèces, et il faut une attention très particulière pour l'identifier. Le jip métallique de son cri est probablement le meilleur indicateur, mais il doit être analysé à l'aide d'un sonagramme pour que l'on puisse confirmer de manière sûre son identité.

## Reproduction et comportement
Le Bec-croisé d'Écosse se reproduit dans la forêt de Pin sylvestre (Pinus sylvestris), des Highlands, mais parfois également dans les plantations de conifères exotiques comme les mélèzes (Larix decidua et L. kaempferi) et les Pins tordus (Pinus contorta). La parade nuptiale et la biologie de reproduction diffèrent finalement assez peu de celles du Bec-croisé des sapins ou perroquet. Il pond 2 à 5 œufs.
Cette espèce est indigène, et on ne lui connait pas de migration. En dehors de la saison de reproduction, les oiseaux se rassemblent en groupes, composés souvent de différentes espèces de bec-croisés.

## Habitat
Le Bec-croisé d’Écosse habite les forêts de pin Pinus sylvestris et les plantations de conifères introduits (épicéas de Norvège et de Sitka, mélèze d’Europe) de l’est des hautes terres de l’Écosse (Deeside, Strathspey et nord-ouest de Great Glen, est des Highlands). Nethersole-Thompson (1975) considère cette population comme une relique de la population originelle des Becs-croisés des sapins inféodés à ces forêts de pin. Ces oiseaux s’étaient fixés en Écosse à une période où les pinèdes s’étaient retirées d’Angleterre et d’Europe centrale en régressant vers le nord pour se stabiliser dans les montagnes d’Écosse et d’Europe septentrionale. Ils se sont reproduits ainsi pendant plus de 7000 ans dans un biotope spécifique composé de pins d’Écosse. Ainsi, des différences morphologiques, vocales, écologiques et éthologiques se sont développées, constituant autant de barrières envers les oiseaux invasifs.

## Alimentation
Les graines de pin sylvestre constituent l’essentiel de leur régime alimentaire mais ils prélèvent occasionnellement des pousses et des bourgeons. Les femelles se nourrissent souvent d’insectes au printemps pour un apport de protéines nécessaires à la production de leurs œufs. Les mâles s’en nourrissent à moindre degré mais les insectes, y compris les larves de la Tordeuse du pin (Neodiprion sertifer), sont parfois apportés aux jeunes au nid.
Le Bec-croisé d'Écosse est une espèce grégaire, évoluant souvent en groupes plus ou moins importants. Ce grégarisme s’explique partiellement par le régime alimentaire. Comme les graines mettent deux années pour fructifier, la production varie considérablement d’une année à l’autre, ce qui occasionne des déplacements sporadiques à la recherche d’arbres porteurs de cônes mûrs. Le Bec-croisé d’Écosse exploite les cônes soit en les emportant dans le bec pour les travailler ensuite en les maintenant avec les pattes, soit en les décortiquant sur place, posé dessus ou dans des positions acrobatiques.

## Conservation
La population de Bec-croisé d'Écosse compte moins de 2 000 oiseaux. La première étude spécialement dédiée au Bec-croisé d'Écosse date de 2008. Dans le futur, cette espèce pourrait souffrir des effets du réchauffement climatique.

## Taxonomie
Le Bec-croisé d’Écosse avait initialement été considéré comme un hybride entre le bec-croisé des sapins et le bec-croisé perroquet ou alternativement comme une sous-espèce
des deux derniers. Nous pensons maintenant qu’il a eu une évolution convergente mais isolée de celle du bec-croisé perroquet et qu’il s’agit probablement d’une population relictuelle du bec-croisé des sapins (Nethersole-Thompson 1975). Knox (1973, 1975, 1976) avait mené différentes études dont une thèse d’université sur le statut taxonomique du bec-croisé d’Écosse et l’un des tout premiers à l’élever au rang d’espèce distincte. Il fut rapidement suivi par Voous (1978) qui le séparait également des becs-croisés perroquet et des sapins. Ces auteurs avancent, comme arguments principaux, le rapport des dimensions de la tête et du bec intermédiaires entre ceux de curvirostra et pytyopsittacus, l’isolement écologique (forêt de pins d’Écosse) et l’isolement éthologique (pas d’hybridation avec les populations irruptives de curvirostra.